# Дезидерата
Дезидерата или Герперга (Desiderata; Gerperga) e кралица на франките, първа съпруга на Карл Велики.

## Биография
Родена е през 754 година в Павия, Миланско херцогство. Дъщеря е на лангобардския крал Дезидериус и съпругата му Анса. Тя е наричана по традиция Дезидерата или Дездерада.
Герперга се омъжва за Карл Велики през 768 г. по желание на майка му Бертрада от Лаон, която иска да сключи съюз между франки и лангобарди. Бракът е без деца и през 771 г. Герперга е изгонена от Карл по настояване на папа Стефан III, който иска да спечели Карл против лангобардите, които заплашват папската държава. Съдбата ѝ след това е неизвестна.
Герберга e името и на съпругата на каролингския крал Карломан I. След неговата смърт (771), тя бяга с децата си при лангобардския крал Дезидериус. След това няма сведения за нея. Тя вероятно е сестра на Дезидерата.